# 2004 OP15
2004 OP15, também escrito como 2004 OP15, é um objeto transnetuniano que está localizado no Cinturão de Kuiper, uma região do Sistema Solar. Ele possui uma magnitude absoluta de 6,9 e tem um diâmetro estimado com 183 km.

## Descoberta
2004 OP15 foi descoberto no dia 24 de julho de 2004 pelo astrônomo B. Gladman.

## Órbita
A órbita de 2004 OP15 tem uma excentricidade de 0,053 e possui um semieixo maior de 38,512 UA. O seu periélio leva o mesmo a uma distância de 36,465 UA em relação ao Sol e seu afélio a 40,560 UA.